# Brachybelvosia brasiliensis
Brachybelvosia brasiliensis là một loài ruồi trong họ Tachinidae.